# Жужа Бокшай
Жужа Бокшай (угор. Zsuzsa Boksay, 13 жовтня 1960) — угорська баскетболістка.
Учасниця Олімпійських Ігор 1980 року.